# 개비름
개비름은 비름과의 한해살이풀이다. 유럽 원산으로 알려져 있다.

## 생태
줄기는 약하며 높이는 25~80cm 가량이다. 기부가 땅을 기거나 비스듬히 서고, 가지가 많이 갈라진다. 잎은 마름모꼴의 달걀 모양으로 어긋난다. 끝이 오목하게 들어간다. 길이는 4~8cm, 너비는 2~4cm쯤 되며 잎자루가 길다. 7~11월이 되면 녹색의 작은 꽃이 잎겨드랑이나 가지 끝에서 작은 이삭꽃차례를 이루면서 달린다. 3개씩의 꽃덮이조각·수술을 가지고 있다. 암술은 1개이며 열매는 달걀 모양으로 주름이 조금 있으며 터지지 않는다. 씨는 지름이 1 밀리미터쯤 되며 짙은 갈색이다.
주로 논·밭이나 길가에서 흔히 볼 수 있다.

## 사진

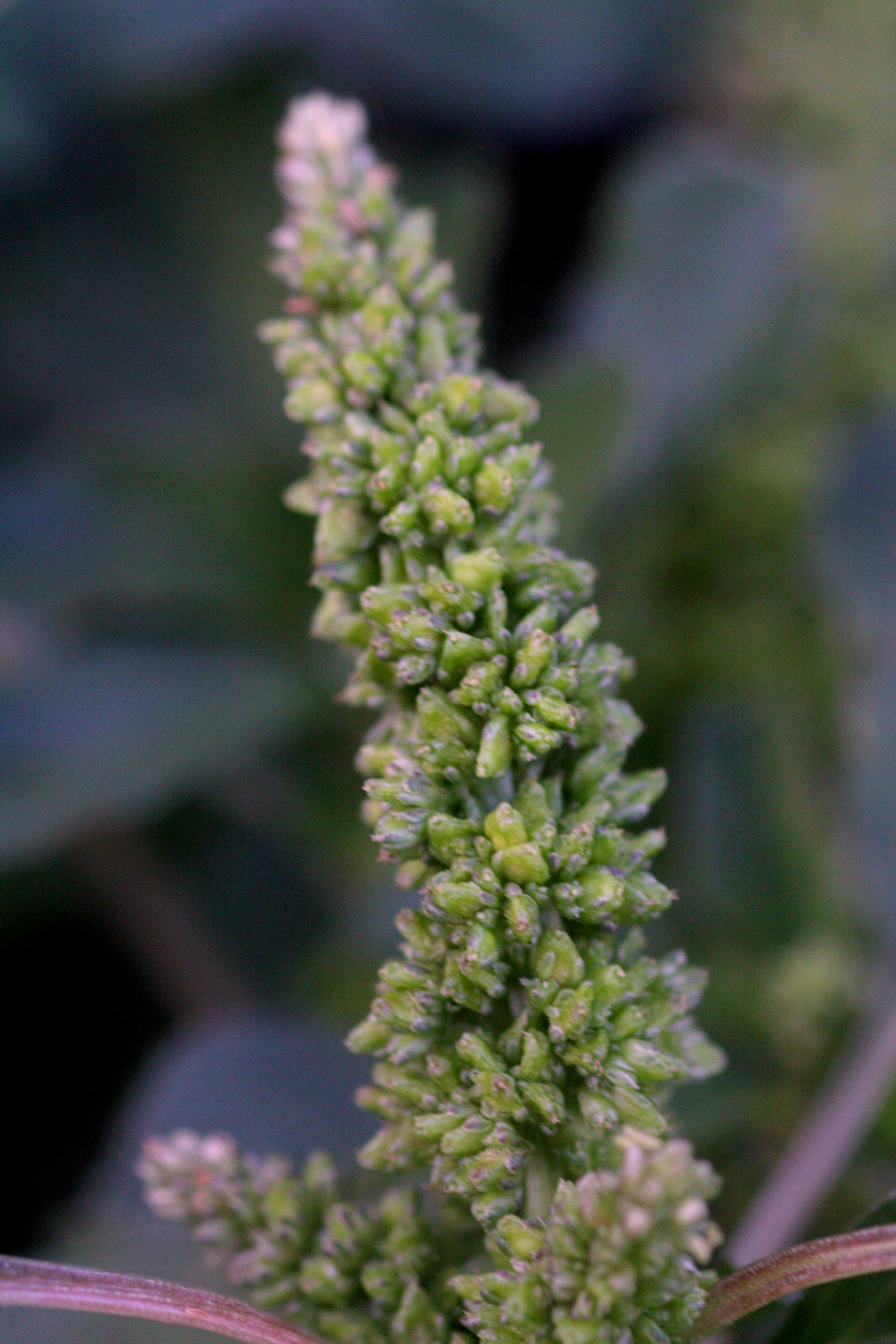
꽃차례
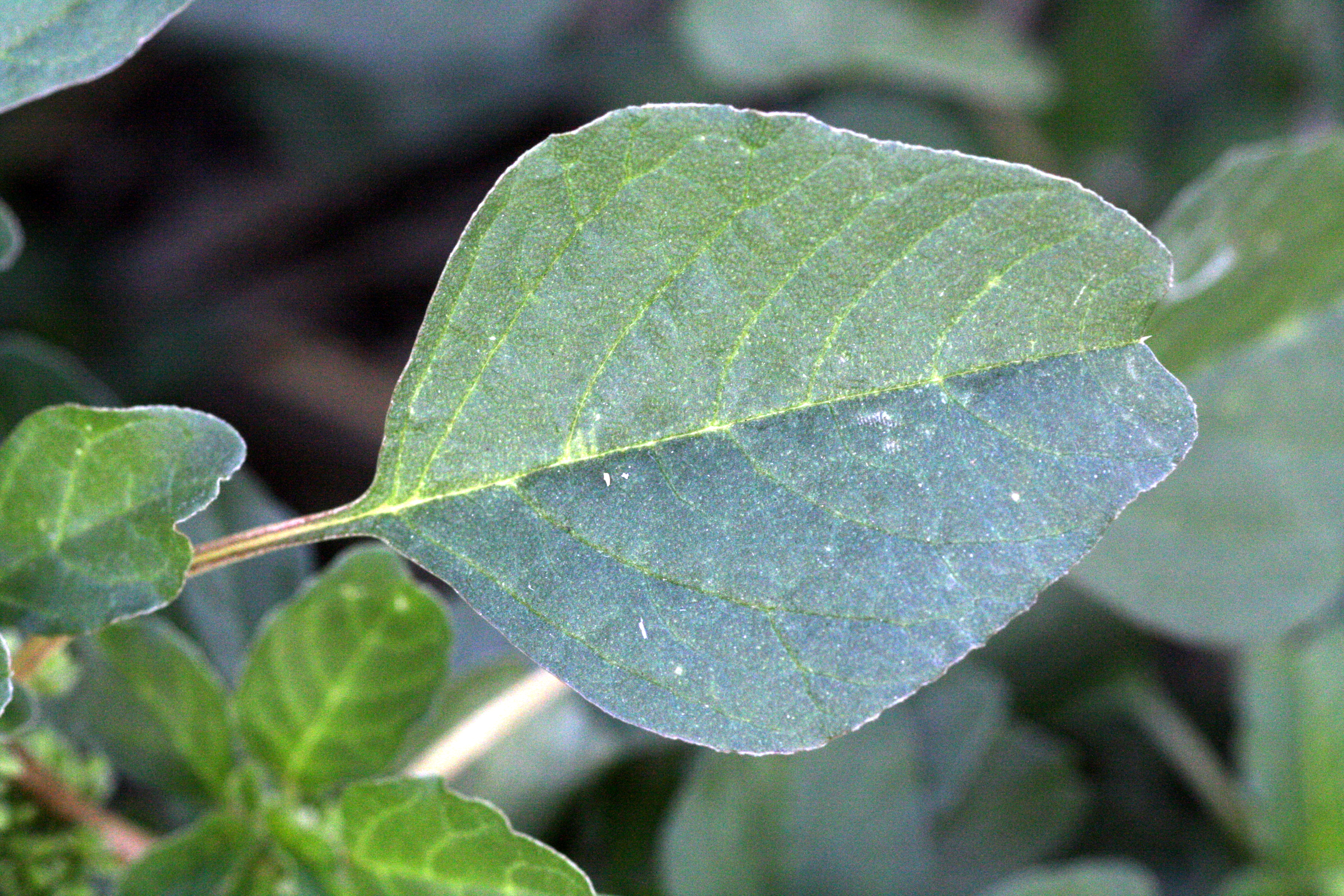
잎